# Liste der Baudenkmäler in Geiselbach
Auf dieser Seite sind die Baudenkmäler in der unterfränkischen Gemeinde Geiselbach zusammengestellt. Diese Tabelle ist eine Teilliste der Liste der Baudenkmäler in Bayern. Grundlage ist die Bayerische Denkmalliste, die auf Basis des Bayerischen Denkmalschutzgesetzes vom 1. Oktober 1973 erstmals erstellt wurde und seither durch das Bayerische Landesamt für Denkmalpflege geführt wird. Die folgenden Angaben ersetzen nicht die rechtsverbindliche Auskunft der Denkmalschutzbehörde.
 Diese Liste gibt den Fortschreibungsstand vom 15. April 2020 wieder und enthält 30 Baudenkmäler, von denen einige nicht nachqualifiziert und nicht im Bayerischen Denkmal-Atlas kartiert sind.

## Baudenkmäler nach Gemeindeteilen

### Geiselbach
| Lage                                                     | Objekt                                      | Beschreibung | Akten-Nr.              | Bild           |
| -------------------------------------------------------- | ------------------------------------------- | --- | ---------------------- | -------------- |
| Am Kreuzberg, Heuweg (Standort)                          | Kreuzweg                                    | mit 14 Stationen und zugehörigem Kruzifix: Kreuzwegstationen mit gestuftem Sockel, stichbogigem Tabernakelaufsatz mit integrierten Gusssteinreliefs und Kreuzbekrönung, Sandstein, Kruzifix über quaderförmigen Inschriftensockel, Dreinageltypus, Sandstein, 1903 | D-6-71-119-16 Wikidata | weitere Bilder |
| Bodemich (Standort)                                      | Bildstock                                   | Pfeiler mit Rundbogenbildnische mit Relief der Pietá, Sandstein, 18./19. Jh. | D-6-71-119-17 Wikidata | BW             |
| Nähe Hauptstraße (Standort)                              | Bildstock                                   | Auf Säule mit diamantiertem Sockel und niedrigem Postament vierseitiger Rundbogenaufsatz mit reliefierter Kruzifixdarstellung und Kreuzbekrönung, Sandstein, bez. 1721                                                                                             | D-6-71-119-3 Wikidata  | BW             |
| in den Krautgärten ()                                    | Bildstock                                   | nicht nachqualifiziert, im Bayerischen Denkmal-Atlas nicht kartiert | D-6-71-119-12 Wikidata |                |
| Am Omersbacher Weg (Standort)                            | Bildstock „’s kurze Hellchen“               | Gefaster Pfeiler, vierseitiger Aufsatz mit Kreuzdach und reliefierter Kruzifixdarstellung, Sandstein, 16. Jh. | D-6-71-119-14 Wikidata | weitere Bilder |
| Am Höhlchen, zwischen Horbacher und Gelnhauser Straße () | Bildstock                                   | nicht nachqualifiziert, im Bayerischen Denkmal-Atlas nicht kartiert | D-6-71-119-15 Wikidata |                |
| Kr AB 12 (Standort)                                      | Bildstock                                   | Quaderförmiger erneuerter Sockel, darauf Vierkantpfeiler und Spitzbogenkopfstück mit reliefierter Kruzifixdarstellung, bez. 1507 | D-6-71-119-13 Wikidata | BW             |
| Hauptstraße ()                                           | Bildstock                                   | nicht nachqualifiziert, im Bayerischen Denkmal-Atlas nicht kartiert | D-6-71-119-4 Wikidata  |                |
| Hauptstraße 9 (Standort)                                 | Wohnhaus                                    | Zweigeschossiges, giebelständiges Fachwerkhaus mit Satteldach über hohem Kellersockel mit kleiner Freitreppe, 18. Jh. | D-6-71-119-1           | Wohnhaus       |
| Hauptstraße 17 (Standort)                                | Wohnhaus                                    | Zweigeschossiges traufständiges Halbwalmdachhaus mit Fachwerkobergeschoss, bezeichnet „1790“ | D-6-71-119-2 Wikidata  | Wohnhaus       |
| Horbacher Straße 1 (Standort)                            | Wohnhaus                                    | Zweigeschossiges, giebelständiges Fachwerkhaus mit Satteldach auf steinernem Sockel, das Erdgeschoss teilweise massiv, bezeichnet „1800“ | D-6-71-119-5 Wikidata  | Wohnhaus       |
| Kirchstraße 8 (Standort)                                 | Wohnstallhaus                               | Zweigeschossiges giebelständiges Fachwerkhaus auf hohem Kellergeschoss aus verputztem Bruchstein mit Freitreppe, 2. H. 19. Jh. | D-6-71-119-6 Wikidata  | Wohnstallhaus  |
| Kirchstraße 11a (Standort)                               | Katholische Pfarrkirche St. Maria Magdalena | Saalkirche mit Westturm, unverputzter Bruchsteinbau mit Satteldach,Eckquaderung und Lisenengliederung, 1730, 1959 um querhausartigen Anbau mit Polygonalchor erweitert, Sakristei mittelalterlich; mit Ausstattung                                                 | D-6-71-119-7 Wikidata  | weitere Bilder |
| Kirchstraße 11a (Standort)                               | Friedhofskreuz                              | Quaderförmiger Inschriftensockel mit Rundbogengliederung, Dreinageltypus, Sandstein, um 1886 | D-6-71-119-7 Wikidata  | BW             |
| Kirchstraße 11a (Standort)                               | Zwei Priestergräber                         | mit giebelartiger Überdachung und reliefierter Front mit Kelchdarstellung, Sandstein, um 1833 und 1834 | D-6-71-119-7 Wikidata  | BW             |
| Kirchstraße 11a (Standort)                               | Friedhofsmauer                              | 18. Jh., östlicher Bereich später erweitert, Bruchsteinquadermauerwerk mit integrierten Grabmalen | D-6-71-119-7 Wikidata  | BW             |
| Rohrbachstraße ()                                        | Bildstock                                   | nicht nachqualifiziert, im Bayerischen Denkmal-Atlas nicht kartiert | D-6-71-119-10 Wikidata |                |
| Rohrbachstraße 4 (Standort)                              | Wohnhaus                                    | Zweigeschossiges giebelständiges Fachwerkhaus mit Satteldach auf niedrigem Bruchsteinsockel und kleiner Freitreppe, 18. Jahrhundert | D-6-71-119-8           | Wohnhaus       |
| Rohrbachstraße 10 (Standort)                             | Wohnhaus                                    | Zweigeschossiger traufständiger Fachwerkbau mit Krüppelwalmdach auf hohem Kellergeschoss aus Bruchstein, das Erdgeschoss teilweise massiv, um 1800 | D-6-71-119-30 Wikidata | BW             |
| Rohrbachstraße 33 (Standort)                             | Wohnstallhaus                               | Zweigeschossiges traufständiges Fachwerkhaus mit Satteldach und steinernem Kellersockel mit kleiner Freitreppe, im Westen kleiner Stallanbau mit Pultdach, frühes 19. Jh.                                                                                          | D-6-71-119-9 Wikidata  | weitere Bilder |
| Waldstraße 2 (Standort)                                  | Wohnhaus                                    | Zweigeschossiges giebelständiges Fachwerkhaus mit Satteldach und hohem Bruchsteinsockel mit Freitreppe, bez. 1804 | D-6-71-119-11          | weitere Bilder |

### Omersbach
| Lage                                                      | Objekt            | Beschreibung | Akten-Nr.              | Bild           |
| --------------------------------------------------------- | ----------------- | --- | ---------------------- | -------------- |
| Am Heiligen Garten (Standort)                             | Bildstock         | gefaster Pfeiler, vierseitiger Aufsatz mit Kreuzdach und reliefierter Krufizixdarstellung, Sandstein, bez. 1637                                                       | D-6-71-119-19 Wikidata | weitere Bilder |
| Dorfstraße 16, Alte Schule (Standort)                     | Bildstock         | auf Inschriftensockel Säule mit vierseitigem Rundbogenaufsatz mit zwei Bildnischen sowie reliefierter Kruzifixdarstellung und bekrönendem Kreuz, Sandstein, bez. 1759 | D-6-71-119-18 Wikidata | weitere Bilder |
| Dorfstraße 22 (Standort)                                  | Wohnhaus          | Zweigeschossiges traufständiges Satteldachgebäude, 18. und frühes 19. Jh.                                                                                             | D-6-71-119-31 Wikidata | BW             |
| Dorfstraße 24 (Standort)                                  | Wohnhaus          | Zweigeschossiges giebelständiges Fachwerkhaus mit Satteldach | D-6-71-119-20          | Wohnhaus       |
| Dorfstraße 24 (Standort)                                  | Zwei Nebengebäude | Eingeschossige Fachwerkgebäude mit Satteldach und Steinsockel; frühes 19. Jh.                                                                                         | D-6-71-119-20          | BW             |
| Dorfstraße 38 (Standort)                                  | Wohnhaus          | Zweigeschossiges giebelständiges Fachwerkhaus mit Satteldach und hohem Kellersockel                                                                                   | D-6-71-119-21          | Wohnhaus       |
| Dorfstraße 38 (Standort)                                  | Nebengebäude      | Eingeschossiges Fachwerkgebäude mit Satteldach auf Kellersockel aus Bruchstein, das Erdgeschoss teilweise massiv, 18. Jh.                                             | D-6-71-119-21          | BW             |
| Im Unterdorf 1 (Standort)                                 | Fachwerkhaus      | Frühes 19. Jahrhundert | D-6-71-119-22          | Fachwerkhaus   |
| Im Unterdorf 9 (Standort)                                 | Fachwerkhaus      | um 1800 | D-6-71-119-24          | Fachwerkhaus   |
| Im Unterdorf 21 (Standort)                                | Fachwerkhaus      | Um 1800 | D-6-71-119-25          | Fachwerkhaus   |
| Im Unterdorf 25 (Standort)                                | Fachwerkhaus      | Bezeichnet „1775“ | D-6-71-119-26 Wikidata | Fachwerkhaus   |
| Kreuzgasse 20 ()                                          | Bildstock         | nicht nachqualifiziert, im Bayerischen Denkmal-Atlas nicht kartiert                                                                                                   | D-6-71-119-27 Wikidata |                |
| Krombacher Höhe, Flurabt. „Am langen Hellchen“ (Standort) | Bildstock         | 1627 nicht nachqualifiziert, im Bayerischen Denkmal-Atlas nicht kartiert                                                                                              | D-6-71-119-29 Wikidata | weitere Bilder |

## Ehemalige Baudenkmäler
| Lage                                              | Objekt          | Beschreibung                                                        | Akten-Nr.              | Bild           |
| ------------------------------------------------- | --------------- | ------------------------------------------------------------------- | ---------------------- | -------------- |
| Omersbach Neben dem Bildstock von 1627 (Standort) | Zwei Mordkreuze | nicht nachqualifiziert, im Bayerischen Denkmal-Atlas nicht kartiert | D-6-71-119-28 Wikidata | weitere Bilder |